# Флинк, Стив
Стив Флинк (англ. Steve Flink) — американский спортивный журналист и историк спорта. Флинк, сотрудничавший с изданиями World Tennis, Tennis Week и Tennis Channel и бывший автором монографий по истории тенниса, в 2017 году был избран в Международный зал теннисной славы.

## Биография
Флинк, уроженец Нью-Йорка, стал поклонником тенниса в 12 лет, в 1965 году, когда его отец Стэнли взял мальчика на Уимблдонский турнир. В тот же год он впервые посетил чемпионат США в Нью-Йорке. Сам Флинк вспоминает, что к 15 годам решил стать теннисным репортёром. В юности у него также развился интерес к спортивной статистике.
В 1970 году Флинк переехал в Англию, где начал учёбу в Международном университете Соединённых Штатов в Сассексе. Во время учёбы в университете он выступал в студенческих теннисных соревнованиях, не показывая выдающихся результатов и отличаясь главным образом стабильностью игры. Отец познакомил его с будущими членами Международного зала теннисной славы Бадом Коллинзом и Джоном Барреттом. В 1972 году Коллинз, уже знавший о хорошей памяти Флинка на факты, взял его в помощники на время ведения репортажей с Уимблдона и Открытого чемпионата США. Стив собирал для Коллинза разнообразные факты и статистику. В этом же году Флинк познакомился с Джеком Креймером, у которого впоследствии многому научился.
В 1973 году Флинк взял интервью у Крис Эверт и опубликовал его в журнале World Tennis. После того, как в 1974 году в этом же журнале появилась ещё одна его статья, владелица издания Глэдис Хелдман предложила Флинку постоянную работу. Сотрудничество с World Tennis продолжалось до 1991 года, и по его ходу Флинк занимал в издании посты колумниста и ответственного редактора. С 1982 года он одновременно вёл репортажи с Уимблдонского турнира и Открытого чемпионата Франции для радио CBS (где проработал больше 25 лет), вёл статистику для телеканалов CBS, NBC и ABC на турнирах Большого шлема и с 1980-х годов выступал как приглашённый комментатор на ESPN и Madison Square Garden Network. В 1992—2007 годах Флинк работал старшим корреспондентом в журнале Tennis Week, а с 2007 года ведёт колонку в интернет-издании Tennis Channel.
Как историк тенниса, Флинк написал две пользующихся хорошей репутацией монографии — «Величайшие теннисные матчи XX века» (англ. The Greatest Tennis Matches of the 20th Century) и «Величайшие теннисные матчи всех времён» (The Greatest Tennis Matches of All-Time). Кроме того, в течение 12 лет он был ответственным за составление биографических справок об игроках для ежегодного справочника Джона Барретта «Мир тенниса». С 1994 года Флинк был консультантом и штатным журналистом Международного зала теннисной славы, а также входил в его комиссию по номинациям.

## Признание заслуг
Коллеги отмечают в журналистской работе Стива Флинка красноречие, приверженность фактам и общее обаяние. В 2010 году его имя было внесено в списки Восточного зала теннисной славы в Нью-Йорке, а в 2017 году он был вместе с Энди Роддиком, Ким Клейстерс, тренером Виком Брейденом и теннисисткой-колясочницей Моник Калкман-ван ден Бош избран в Международный зал теннисной славы.